# Кинбурнский 7-й драгунский полк
Кинбурнский 7-й драгунский полк — кавалерийский полк Русской императорской армии.
Старшинство — с 20 августа 1798 года.
Полковой праздник — 9 мая, день перенесения мощей св. Николая Чудотворца.

## Места дислокации
1820- г. Старобельск Воронежской губернии. Полк входил в состав 1-й Драгунской  дивизии

## Формирование
20 августа 1798 года в Курске сформирован драгунский генерал-майора Шведерса 1-го полк в составе 5-ти эскадронов из офицеров и нижних чинов, откомандированных из Черниговского кирасирского полка и Московского и Санкт-Петербургского драгунских полков с прибавкой необходимого количества рекрутов. 15 октября 1800 года назван драгунским генерал-майора Гловенского полком. 23 ноября 1800 года переименован в драгунский генерал-майора Миллера 2-го полк. С 29 марта 1801 года — Кинбурнский драгунский полк. 16 марта 1803 года выделен эскадрон на формирование Переяславского драгунского полка. Взамен образован новый эскадрон. 27 декабря 1803 года учреждён запасный полуэскадрон. 28 ноября 1810 года запасный полуэскадрон упразднён. 27 декабря 1812 года общим приказом по кавалерии полк приказано привести в состав 6-ти действующих и одного запасного эскадронов.

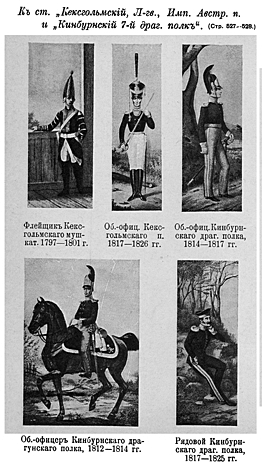
Рисунки из статьи «Кинбурнский, 7-й драгунский, полк» («ВЭС»; 1913)

С 1814 года — в составе 1-й драгунской дивизии, 1-й полк 2-й бригады. 30 декабря 1828 года на гербы и пуговицы присвоен № 3. 18 октября 1829 года вместо запасного эскадрона образован пеший резерв.
21 марта 1833 года при общей реформе кавалерии и упразднении конных егерей присоединены 3-й и 4-й эскадроны и пеший резерв Дерптского конно-егерского полка, 5-й эскадрон Польского уланского полка и половина резерва Татарского уланского полка. Численно полк приведён в состав 10-ти действующих и одного резервного эскадронов. 30 августа 1834 года в запасных войсках для полка учреждён запасный полуэскадрон № 47. 23 марта 1835 года резервный эскадрон упразднён. Взамен его причислен к полку 3-й действующий эскадрон кирасирского Его Императорского Высочества Великого Князя Михаила Павловича полка с переименованием в резервный. 4 апреля 1836 года запасному полуэскадрону присвоен № 43. 23 декабря 1841 года резервный эскадрон упразднён. 25 января 1842 года Высочайше повелено иметь для полка в запасных войсках из бессрочно-отпускных нижних чинов резервный и запасный эскадроны. 18 декабря 1848 года учреждены резервный и запасный кадры полка.
16 сентября 1852 года Высочайше поименован драгунским Его Императорского Высочества Великого Князя Михаила Николаевича полком. 27 октября 1852 года учреждён кадр для 2-го резервного эскадрона. При Александровской военной реформе 26 июля 1856 года полк приведён в состав 8-ми действующих и 2-х резервных эскадронов. 18 сентября 1856 года полк вновь переформирован: первая половина полка приведена в состав 4-х действующих и 2-х резервных эскадронов. На гербы и пуговицы присвоен № 7; из 5-го, 6-го, 7-го, 8-го и 10-го эскадронов сформирован Новоархангельский драгунский полк.
19 марта 1857 года Высочайше поименован Кинбурнским драгунским Его Императорского Высочества Великого Князя Михаила Николаевича полком. 19 октября 1863 года резервные эскадроны отделены в состав особой резервной кавалерийской бригады. 29 декабря 1863 года 6-й резервный эскадрон упразднён. В составе 4-й резервной кавалерийской бригады оставлен резервный эскадрон Кинбурнского драгунского Его Императорского Высочества Великого Князя Михаила Николаевича полка.
С 25 марта 1864 года — 7-й драгунский Кинбурнский Его Императорского Высочества Великого Князя Михаила Николаевича полк. В 1875 году полк причислен к 7-й кавалерийской дивизии. 27 июля 1875 года резервный эскадрон переименован в запасный эскадрон. При военной реформе Александра III 18 августа 1882 года перенумерован в 19-й драгунский Кинбурнский Его Императорского Высочества Великого Князя Михаила Николаевича полк. 11 августа 1883 года полк приведён в состав 6-ти действующих эскадронов. Запасный эскадрон обращён в отделение кадра № 7 кавалерийского запаса. При создании резервных кавалерийских бригад из полка выделен один эскадрон на формирование 53-го драгунского Новоархангельского полка — 8 сентября 1897 года. Взамен в полку сформирован новый эскадрон. 4 декабря 1901 года выделен один взвод на формирование 55-го драгунского Финляндского полка. Во время реформы кавалерии 1907 года перенумерован в 7-й драгунский Кинбурнский Его Императорского Высочества Великого Князя Михаила Николаевича полк. С 30 декабря 1909 года — 7-й драгунский Кинбурнский полк.

## Боевые действия

#### Русско-турецкая война 1806—1812 годов
В октябре 1806 года полк назначен в состав армии для занятия Бессарабии, Молдавии и Валахии. 8 ноября 1806 года полк отправлен занять Бухарест. 4 сентябр 1809 года полк участвовал в поражении турок у Рассевата. 22 июля 1810 года полк участвовал в штурме Рущука. 22 июня 1811 года полк участвовал в сражении под Рущуком.

#### Заграничные походы 1813—1815 годов
По окончании русско-турецкой войны 29 июля 1813 года полк назначен в Заграничный поход в составе кавалерийского корпуса генерал-лейтенанта барона Корфа. Участвовал в сражениях при Фер-Шампенуазе и Париже.

#### Русско-турецкая война 1828—1829 годов
21 ноября 1828 года полк находился под Журжей.

#### Польское восстание 1830—1831 годов
В составе 1-й драгунской дивизии находился в корпусе генерал-лейтенанта Ридигера, действуя в Подолии и Малой Польше. 28 июля 1831 года участвовал в разгроме отряда Рожицкого при Гневашове, 12 сентября участвовал в атаке у Шкалмбержа.

#### Крымская война
В 1853 и первой половине 1854 года в составе 1-й драгунской дивизии принимал участие в заградительных действиях против турок на Дунае. 24 октября 1854 года состоял с полками дивизии в главном кавалерийском резерве в Инкерманском сражении. В 1855 году полк находился под Евпаторией в авангарде, осуществлявшем операции на коммуникациях крымского экспедиционного корпуса союзников.

#### Русско-турецкая война 1877—1878 годов
15—16 сентября 1877 года полк участвовал с дивизией в деле генерал-адъютанта Манзея у Хаджи-Оглу-Базарджика. 11 ноября 1877 года — в деле при деревне Ирыджи и рекогносцировке города Бальчика. 14 января 1878 года участвовал в бою под Хаджи-Оглу-Базарджиком.

#### Первая мировая война
2 июня 1915 года полк, вместе с черниговскими гусарами и донскими казаками своей дивизии, отличился во фланговой контратаке 7-й кавалерийской дивизии у Олешице — составлявшей кавалерийский резерв III армии, против наступавших в прорыв русской обороны частей генерала фон Макензена.

## Знаки отличия
Полковой штандарт Георгиевский с надписями: «1798—1897» и «За отличие в Турецкую войну 1877 и 1878 годов» с Александровской юбилейной лентой.

## Шефы
- 16.09.1852—30.12.1909 — великий князь Михаил Николаевич

## Командиры
- 21.08.1798—01.03.1799[К. 3] — подполковник Граве, Карл Крестьянович
- 02.03.1799—18.06.1800[К. 4] — полковник Гиль, Фёдор Матвеевич
- 29.12.1800—xx.xx.1803[К. 5] — подполковник Засс, Фёдор Филипьевич
- 10.02.1803—10.12.1803[К. 6] — подполковник Деканор, Александр Иванович
- 22.04.1804—06.11.1804[К. 7] — майор Броун, Христиан Иванович
- 09.01.1805—xx.xx.1811[К. 8] — подполковник Пузанов, Александр Александрович
- 30.05.1811—24.12.1814[К. 9] — подполковник Хрущёв, Сергей Петрович
- 01.06.1815—01.01.1819[К. 10] — полковник Лесовский, Степан Иванович
- 14.01.1819—06.12.1827[К. 11] — полковник Шуцкий, Николай Петрович
- 06.12.1827—29.09.1829[К. 12] — полковник Боргаф, Иван Фёдорович
- 29.09.1829—06.12.1837[К. 13] — подполковник (с 1.08.1830 полковник) барон Энгельгардт, Антон Евстафьевич
- 01.02.1838—03.03.1846[К. 14] — полковник Бургард, Николай Иванович
- 04.03.1846—06.12.1851[К. 15] — полковник барон Вреде, Александр Евстафьевич
- 06.12.1851—13.12.1851[К. 16] — полковник Жерве, Александр Андреевич
- 13.12.1851—24.05.1855[К. 17] — флигель-адъютант полковник граф Канкрин, Валериан Егорович
- 24.05.1855—01.09.1860[К. 18] — полковник (с 8.09.1855, за отличие в войну, генерал-майор) барон Корф, Отто Вильгельмович
- 01.09.1860—08.12.1863[К. 19] — полковник Грицевич, Ильдефонс Францевич
- 08.12.1863—08.08.1865[К. 20] — полковник Шидловский, Евгений Дмитриевич
- 08.08.1865—28.03.1870[35] — полковник Крейтер, Владимир Петрович
- 13.04.1870—07.04.1871[К. 21] — полковник Дучинский, Александр Иосифович
- 07.04.1871—05.02.1877[К. 22] — полковник барон Остен-Сакен, Иоганн Отто Карл Фридрихович
- 05.02.1877—28.03.1879[К. 23] — полковник Леонтьев, Дмитрий Николаевич
- 07.04.1879—23.11.1889[К. 24] — полковник Гатовский, Николай Николаевич
- 27.11.1889—20.04.1893[К. 25] — полковник Ольхин, Александр Николаевич
- 22.04.1893—30.09.1894[К. 26] — полковник Суровцов, Владимир Дмитриевич
- 09.10.1894—01.03.1899 — полковник Степанов, Николай Петрович
- 29.03.1899—07.08.1900 — полковник Григорьев, Владимир Николаевич
- 24.10.1900—01.06.1904 — полковник Яковлев, Михаил Григорьевич
- 18.06.1904—01.12.1907 — полковник Демор, Сергей Петрович
- 14.12.1907—01.01.1911 — полковник Балинский, Игнатий Октавиевич
- 22.01.1911—16.08.1914 — полковник (с 14.04.1913 генерал-майор) Рубец, Федор Васильевич
- 16.08.1914—11.11.1914 — полковник князь Аргутинский-Долгоруков, Павел Давыдович
- 11.11.1914—30.07.1917 — полковник Заворотько, Владимир Николаевич
- 30.07.1917—28.09.1917 — полковник Плешков, Михаил Михайлович
- 28.09.1917—22.11.1917 — полковник Цвиленев, Алексей Агафангелович
- 22.11.1917—хх.хх.хххх — полковник Пермикин, Константин Михайлович

Известные люди, служившие в полку
Волк-Леонович, Иосиф Васильевич (бел. Іосіф Васільевіч Воўк-Леановіч, 6 ноября 1891 — 2 февраля 1938) — белорусский советский языковед, ученик А. А. Шахматова и И. А. Бодуэна де Куртенэ, заведующий кафедрой русского языка и литературы Оренбургского педагогического института, репрессирован, расстрелян. Реабилитирован в 1958 г. Его «Лекцыi па гісторыi беларускай мовы» переизданы в 1994 г. Участник 1-й мировой войны. Поручик 7-го Кинбурнского драгунского полка, награжден орденами св. Анны 3 ст. с мечами и бантом, св. Анны 4 ст. с надписью «За храбрость», св. Станислава 2 ст., св. Станислава 3 ст. с мечами и бантом.